# Mike, Lu y Og
Mike, Lu y Og es una serie animada de Cartoon Network, producida por Kinofilm en Los Ángeles y Pilot en Rusia. Fue el séptimo Cartoon Cartoon de la historia. Creada por Charles Swenson, el show sigue a una niña llamada Mike (Michelene), que es una estudiante de intercambio extranjero de Manhattan, y luego va a una isla donde conoce a una chica llamada Lu y a un chico llamado Og, que es un talentoso inventor. Ellos pasan por una serie de aventuras locas y Mike aprende las costumbres de la isla y los indígenas aprenden las costumbres de los Estados Unidos. Son 26 episodios de media hora que se produjeron, con dos historias por episodio. La serie salió al aire de 1999 a 2001, en Cartoon Network, y destacaron voces como Nika Futterman como Mike, Nancy Cartwright como Lu, y Dee Bradley Baker como Og. En Latinoamérica, se estrenó el viernes 9 de junio de 2000 por Cartoon Network. Actualmente se transmite a través de Tooncast, desde 12 de junio de 2010. Sin embargo desde 25 de marzo de 2022 ya se encuentra disponible por HBO Max.

## Argumento
Mike se anota como estudiante de intercambio extranjero, y por hacer una broma pide ser enviada a una isla tropical (la cual tiene la capacidad extraña a hundirse y saltar hacia arriba "como un corcho" algunos momentos más adelante cada "cientos años o tantos"). Ahora ella se encuentra abandonada en una isla olvidada, apenas poblada por descendientes de un naufragio británico (esa es la razón por la cual Lu y Og, y sus padres, hablan perfectamente inglés). Esta isla se puede basar en la vida real de las Islas Pitcairn. Los náufragos se han "convertido en nativos" y están intentando comportarse como polinesios, con diferentes grados de éxito. Entre otras cosas, esto explica el nombre de Og.

## Personajes

### Mike
Es una niña pelirroja y de poca paciencia que está de intercambio que va hacía una isla en la que viven unos personajes muy curiosos. Siempre viste de rojo y su mayor deseo es que los isleños adquieran algunas de sus costumbres de la gran ciudad. Lo único que la diferencia de los demás es que siempre usa 2 aretes de oro en la oreja izquierda pero en la oreja derecha ninguno y es la única personaje que usa calzados.

### Lu
Es una princesa muy egoísta que daña a su tortuga Lancelot y a todos los habitantes de la isla. Tiene la voz al menos una octava más aguda que cualquier otro personaje. Suele tratar de destacar por sobre todos los demás. Es egocéntrica, caprichosa y temperamental. Es la prima de Og. Y es la única que usa aretes grandes de oro.

### Og
Es un inventor y gran amigo de Mike. Es primo de Lu, hace cosas fantásticas con arena y pedazos de bambo, etc. Suele construir todos los avances tecnológicos que ofrece la ciudad cada vez que Mike se lo pide. Tiene la costumbre de agitar el aro que tiene en la nariz como señal de que algo está formulando en su ingeniosa cabeza.

### Wendell
Es el hermano de Margery y alcalde de la isla. Es un hombre torpe que suele ser manipulado fácilmente por su hija Lu. Tiene una peluca enorme de noble que tiene "todo un ecosistema dentro" como bien lo mencionó Mike en una ocasión. 

### Alfred
Es el esposo de Margery y padre de Og. Su mayor ambición es cazar a un Wombat, a quien suele perseguir por toda la isla con un arco y flecha de juguete pero Alfred falla porque no lo puede cazar ya que el wombat siempre gana y huye por el wombat es muy ágil y rápido y veloz. A veces intenta que su hijo siga sus extrañas costumbres de cacería.

### Margery
Margery es la voz de la razón entre los adultos, es la madre de Og y esposa de Alfred. Suele esculpir un rostro gigante en una roca en honor a uno de sus antepasados (Alboquetinc). 

### El Viejo Queeks
Es un anciano cascarrabias que vive solo en una montaña. Tiene complejo de hechicero y suele criticar todo lo que Mike haga para cambiar las cosas en la isla.

### Lancelot
Es la tortuga de Lu, quien en vez de tratarla como mascota lo trata como esclavo. Cuando intenta escapar, Lu lo busca incansablemente y le promete que ya no lo tratara tan mal, promesa que rompe al instante.

### Los piratas
Son 3 hombres, un capitán y 2 grumetes, que están varados en una isla mucho más pequeña y lejana que la de los isleños. Su mayor ambición es tomar una sopa de tortuga. Suelen tratar de capturar a Lancelot cuando tienen oportunidad.

### Cuzzlewits
Son una familia de isleños que viven del otro lado de la isla. No se llevan muy bien con la familia de Lu y Og.      

## Personajes secundarios

### Wombat
Es un animal que es víctima de Alfred, pero falla Alfred ya que no lo caza y el wombat huye y gana.                                         

### Puerco/a
(Cerdo/a en España) es un animal que es miembro de Unidad Filosófica (.U.F. abreviado) le gusta el lodo y los pies de cereza y tiene cerditos blancos y con manchas marrones cómo hijos.

## Voces de los personajes

### Inglés
- Nika Futterman - Michaelanne "Mike" Mazinsky
- Nancy Cartwright - Lu
- Dee Bradley Baker - Og
- S. Scott Bullock - Wendell
- Corey Burton - El Viejo Queeks
- Martin Rayner - Alfred
- Kath Soucie - Margery

### Español (España)
- Geni Rey - Mike
- Joël Mulachs - Lu
- Óscar Muñoz - Og
- Ariadna de Guzmán - Margery
- Adrià Frías - Viejo Queeks
- Óscar Redondo - Alfred

### Español (México)
- Gisela Casillas - Mike
- Rebeca Gómez - Lu
- Irwin Daayán - Og
- Loretta Santini - Margery
- Javier Rivero - Queeks
- Enrique Mederos (†) (alg. ep.) - Wendell
- José Antonio Macías (resto) - Wendell
- Enrique Cervantes - Wilfred
- Olga Hnidey - Puerca
- Javier Rivero - Narración

## Episodios
(En español)

### Piloto: 1998
0. Chocamos Lancelot

### Primera temporada: 1999 - 2000
1. La Televisión / Locura en Patines
2. Los Sultanes de la Isla / Té para tres
3. Lancelot se Pierde / El Helicóptero
4. Un Paseo en Elefante / La Palmera Mascota
5. Los Piratas / Un Juego de Niños
6. Reventó el Volcán / La Madre de todos los Maratones
7. Alta Costura / Ataque Opuesto
8. Vaya Charlatán / El Tesoro Perdido
9. El Edificio de Og / Día de Cacería
10. Jujubombas / Estofado de Tortuga
11. Una Bicicleta para mí / Casa Llena
12. La Nariz / Llegó el Corréo
13. Vamos de Campamento / Epidemia
14. La cometa pérdida / El botón pegajoso
15. El pájaro de papel / el peine violeta
16. El tobogán de Alfred y Og / Una primavera muy especial en la isla.

### Segunda temporada: 2000-2001
1. Un día en la Escuela / Nosotros el Pueblo
2. Dinero / Repite lo que digo
3. Gracias, pero no gracias / Hot Dog
4. La Isla se Hunde / El día de los Fundadores
5. El Gigante / La Noche de los Ancestros Vivientes
6. Por el Amor de Mike / Destellos
7. El Caballero Lancelot / La Gran Competencia
8. La Maldición de los Zapatos / La Transformación de Og
9. El Rescate de Queeks / Alfred, Rey de la Selva
10. El Rey de las Cortinas / Cambio de Personalidad
11. Un Error Freudiano / Fiebre de Ejercicio
12. El Cazador y la Presa / Para Servir a Lu
13. Las Tres Amigas / La Fea Durmiente